# 18954 Сарабаундс
18954 Сарабаундс (18954 Sarahbounds) — астероїд головного поясу, відкритий 25 серпня 2000 року.
Тіссеранів параметр щодо Юпітера — 3,619.